# Isaac Kitts
Isaac Leonard Kitts (Oswego, 15 de enero de 1896-Culver, 1 de abril de 1953) fue un jinete estadounidense que compitió en la modalidad de doma. Participó en dos Juegos Olímpicos de Verano en los años 1932 y 1936, obteniendo una medalla de bronce en Los Ángeles 1932 en la prueba por equipos.

## Palmarés internacional
| Juegos Olímpicos | Juegos Olímpicos             | Juegos Olímpicos  | Juegos Olímpicos |
| Año              | Lugar                        | Medalla           | Categoría        |
| ---------------- | ---------------------------- | ----------------- | ---------------- |
| 1932             | Los Ángeles (Estados Unidos) | Medalla de bronce | Por equipos      |